# Датуна, Дэвид
Дэвид Датуна (груз. დეივიდ დათუნა, англ. David Datuna; 10 февраля 1974, Тбилиси, СССР — 24 мая 2022, Бостон) — американский художник, коллекционер произведений искусства, появился на мировой арт-сцене в 2000-х годах.

## Биография
По оценкам Business Insider, Сегодня, Комсомольской правды и многих других изданий Дэвид Датуна является одним из самых продаваемых и дорогих художников в мире. В 2011 году за 269 000 долларов был продан портрет Владимира Путина «Путин — Мона Лиза», а инсталляция «Стив Джобс» за 210 000 долларов. За 600 000 евро в Москве была продана инсталляция художника «Водянова — Любовь миллионов». Инсталляция была выполнена в авторской технике — под слоем из сотен оптических линз вырисовывается портрет Водяновой, созданный из множества изображений известной работы Роберта Индианы «Love». Продажа работы Датуны обеспечила более 1/3 общей выручки торгов.
4 мая 2012 художником совместно с американской «Global Art Group» было создано мобильное приложение «Viewpoints» для ITunes, которое позволяет пользователям создавать произведения искусства в стиле «Датуны»[значимость факта?].
В 2018 году художник создал работу «Всевидящий В», которая была продана за 400 000 евро. Картина, посвященная Владимиру Путину, была создана накануне встречи президентов России и США в финской столице Хельсинки.
Скончался 24 мая 2022 года.

## Работы
- Chaotic Past (2008), инсталляция.
- USA — Viewpoints of Millions (2007), настенная инсталляция.
- CANADA — Viewpoints of Millions (2008), настенная инсталляция.
- Putin Couture (2011).
- Putin — Mona Lisa (2011), настенная инсталляция.
- Russia Today (2012).
- Vodianova — Love of Millions (2012), настенная инсталляция.
- Steve Jobs (2011).
- Box of Life (2007), инсталляция.
- USA Today (2008).
- Marilyn — Sasha grey  (2012).
- Israel — Behind a Dream (2011).
- White Flags — White Dreams (2011).
- Fashion Rules the World (2008) инсталляция.
- Reality Of Illusion (2006—2012).
- Mobile Application VIEWPOINTS (2012).
- LOVE (2007).
- The All-seeing V — "Всевидящий В" (2018).